# EIF4E2
EIF4E2 (англ. Eukaryotic translation initiation factor 4E family member 2) – білок, який кодується однойменним геном, розташованим у людей на короткому плечі 2-ї хромосоми. Довжина поліпептидного ланцюга білка становить 245 амінокислот, а молекулярна маса — 28 362.
| 10         |  | 20         |  | 30         |  | 40         |  | 50         |
| ---------- |  | ---------- |  | ---------- |  | ---------- |  | ---------- |
| MNNKFDALKD |  | DDSGDHDQNE |  | ENSTQKDGEK |  | EKTERDKNQS |  | SSKRKAVVPG |
| PAEHPLQYNY |  | TFWYSRRTPG |  | RPTSSQSYEQ |  | NIKQIGTFAS |  | VEQFWRFYSH |
| MVRPGDLTGH |  | SDFHLFKEGI |  | KPMWEDDANK |  | NGGKWIIRLR |  | KGLASRCWEN |
| LILAMLGEQF |  | MVGEEICGAV |  | VSVRFQEDII |  | SIWNKTASDQ |  | ATTARIRDTL |
| RRVLNLPPNT |  | IMEYKTHTDS |  | IKMPGRLGPQ |  | RLLFQNLWKP |  | RLNVP      |

A: Аланін

C: Цистеїн

D: Аспарагінова кислота

E: Глутамінова кислота

F: Фенілаланін

G: Гліцин

H: Гістидин

I: Ізолейцин

K: Лізин

L: Лейцин

M: Метіонін

N: Аспарагін

P: Пролін

Q: Глутамін

R: Аргінін

S: Серин

T: Треонін

V: Валін

W: Триптофан

Кодований геном білок за функціями належить до факторів ініціації, фосфопротеїнів. 
Задіяний у таких біологічних процесах як регуляція трансляції, біосинтез білка, ацетиляція, альтернативний сплайсинг. 
Білок має сайт для зв'язування з РНК.